# 나주 완사천
나주 완사천(羅州 浣紗泉)은 대한민국 전라남도 나주시 송월동, 나주시청 앞쪽의 300여m 국도변에 있는 샘물이다. 1986년 2월 17일 전라남도의 기념물 제93호로 지정되었다.

## 개요
나주시청 앞쪽의 300여m 국도변에 있는 샘물이다. 고려 태조 왕건과 장화왕후 오씨부인이 인연을 맺은 장소로, 이 샘을 빨래샘 즉 ‘완사천(浣紗泉)’이라 부르고 있다.
전하는 말에 의하면, 왕건이 고려를 건국하기 전 나주에 10년간 머무르게 되었는데, 어느날 진 위쪽 산 아래에 다섯가지 색의 상서로운 구름이 있어 가보니 샘에서 아리따운 여인이 빨래를 하고 있었다. 왕건이 물 한그릇을 청하자, 여인이 버들잎을 띄워 주었는데, 급히 물을 마시지 않게 하기 위함이었다 한다. 왕건은 여인의 총명함과 미모에 끌려 그녀를 아내로 맞이하였는데 그 분이 장화왕후 오씨부인이고, 그 분의 몸에서 태어난 아들 무(武)가 제2대 왕 혜종이 되었다.
1986년에 새로 정비하였고 그 뒤 현재의 모습으로 남아있다.

## 같이 보기
- 장화왕후

## 참고 자료
- 나주완사천 - 국가유산청 국가유산포털